# Канюка Любов Степанівна
Любов Степанівна Канюка (* 5 вересня 1961, м. Руставі, Грузинська РСР, СРСР) — радянська і українська вокалістка (меццо-сопрано) і режисер.
Закінчила Національну музичну академію України (Київ, 1987, кл. вокалу Г. Сухорукової; 2011, клас музичної режисури В. Лукашева). Від 1987 — солістка Київського муніципального театру опери і балету для дітей та юнацтва, у якому 2009 поставила оперу «Моцарт і Сальєрі» М. Римського-Корсакова. Від 1992 співпрацює із Київським симфонічним оркестром та хором під керівництвом Р. Макмерріна. У концертно-камерному репертуарі — «Месія» Ґ. Генделя, Симф. № 9 Л. ван Бетховена, «Ілія» Ф. Мендельсона, «Реквієм» В.-А. Моцарта, Дж. Верді, М. Дюруфле, А. Шнітке, «Стабат Матер», «Ґлорія» А. Вівальді, «Стабат Матер» Дж. Перґолезі, Дж. Россіні. Виступала у Словенії, Іспанії, Італії, Німеччині, Австрії, Швейцарії, Польщі, США.
Від 2012 викладає на кафедрі оперної підготовки і музичної режисури НМАУ. Серед її випускників — Олександра Шевельова, яка в 2017 здійснила першу після довгої перерви постановку опери «Чарівна флейта» В. А. Моцарта в українському перекладі Є. Дроб'язка.
Нагороди
- 3-я премія Міжнародного конкурсу вокалістів (Одеса, 1992).
- Премія ім. В. Левицької НСТДУ (2011)